# ТЕЦ Джамнагар (RIL)
22°19′44″ пн. ш. 69°51′25″ сх. д. / 22.32889° пн. ш. 69.85694° сх. д.
ТЕЦ Джамнагар (RIL) — індійська теплова електростанція у штаті Гуджарат, яка обслуговує роботу потужного нафтопереробного та нафтохімічного майданчика компанії Reliance Industries Ltd.
У другій половині 1990-х на заході півострова Катхіявар у Джамнагарі почався розвиток нафтопереробного комплексу, який невдовзі став найпотужнішим в світі. Для забезпечення його енергетичних потреб зводяться власні генеруючі потужності, перша черга яких стала до ладу в 1999—2000 роках. Вона мала вісім газових турбін типу General Electric Frame 6, виготовлених по ліцензії індійською компанією BHEL — п'ять PG6551B потужністю по 32,3 МВт та три PG6541 з показниками по 30,6 МВт. Відпрацьовані ними гази живлять вісім постачених BHEL котлів-утилізаторів, проте не з метою створення комбінованого парогазового циклу, а задля забезпечення підприємства парою. Також у складі черги встановили чотири парові котли Thermax Babcock Wilcox, які забезпечують як виробництво пари, так і живлення чотирьох парових турбін від Borsig Turbomachineen потужністю по 30 МВт. Передбачалось, що за нормальних умов одна з газових турбін виконуватиме функцію резерву.
У 2005—2006 роках додали другу чергу у складі однієї газової та двох парових турбін загальною потужністю 90 МВт (та, відповідно, один котел-утилізатор та два парові котли).
У 2008-му, в межах спорудження НПЗ Jamnagar SEZ (розташований біч-о-біч із першим НПЗ, але реалізований на засадах вільної економічної зони) ввели в дію електростанцію, яка мала шість газових турбін General Electric Frame 9 потужністю по 116 МВт (з відповідною кількістю котлів-утилізаторів Thermax для виробництва пари) та дві парові турбіни із протитиском MAN Turbo з показниками по 28 МВт (живляться від чотирьох парових котлів Thermax).
У 2010-х Reliance Industries взялась за реалізацію масштабного проекту, відомого як J3, по доповненню майданчика у Джамнагарі нафтохімічною складовою (зокрема, тут звели потужну установку парового крекінгу). Разом з нею ввели чергові генеруючі потужності, здатні продукувати близько 600 МВт. Вони включали сполучені у єдину систему три газові турбіни General Electric Frame 9 потужністю по 110 МВт, три котли-утилізатори, два парові котли і чотири парові турбіни від компанії Siemens — одну з показником 90 МВт, дві по 62,5 МВт та одну на 34 МВт.
Разом з J3 не лише ввели додаткові генеруючі потужності, але й принципово змінили систему живлення всього існуючого комплексу. Раніше станція споживала гази нафтопереробки, природний газ (останній з 2009-го надходить у регіон по трубопроводу Ананд – Джамнагар) та нафтопродукти, тепер же вирішили узятись за утилізацію великої кількості нафтового коксу, який отримують під час роботи НПЗ. Для цього встановили 10 установок газифікації, які розраховані на споживання 29 тисяч тонн коксу на добу та здатні продукувати достатньо синтез-газу для живлення нового та існуючого енергетичного господарства (в останньому під синтез-газ модернізували як 15 газових турбін, так і парові котли). Потужність заводу по газифікації настільки велика, що Reliance Industries почала закуповувати додаткові обсяги нафтового коксу. Водночас перехід на кокс дозволив використати гази нафтопереробки у технологічному процесі згаданої вище установки парового крекінгу.
Останнім за часом підсиленням енергетичного господарства майданчику в Джамнагарі стало переміщення сюди щонайменше двох газових турбін Frame 6 із відповідною кількістю котлів-утилізаторів з належних тій саме Reliance Industries нафтохімічних комплексів у Дахеджі та Хазірі (у другій половині 2010-х тут звели  вугільні ТЕС, а наявні газові турбіни вивели у резерв).